# Stipagrostis pennata
Stipagrostis pennata là một loài thực vật có hoa trong họ Hòa thảo. Loài này được (Trin.) De Winter miêu tả khoa học đầu tiên năm 1963.